# Phạm Anh Minh
Phạm Anh Minh (1960-2004) là một nhà Toán học Việt Nam. Ông được biết đến là một chuyên gia hàng đầu về về  đối đồng điều và biểu diễn các p-nhóm và qua đời đột ngột khi tuổi đời còn khá trẻ.

## Sự nghiệp
Phạm Anh Minh sinh ngày 23 tháng 4 năm 1960 và lớn lên tại Huế. Ông là con trai của nhà giáo Phạm Kiêm Âu.
Năm 1977, ông đỗ vào Khoa Toán Trường đại học Tổng hợp Huế. Ông nhận bằng tiến sĩ Toán học năm 1990 tại Đại học Tổng hợp Hà Nội dưới sự hướng dẫn của GS Huỳnh Mùi, luận văn của ông có nhan đề "Dãy phổ Hochschild-Serre, lý thuyết bất biến modula và đối đồng điểm mod p của các p-nhóm quá đặc biệt" (Hochschild-Serre Spectral Sequence, Modular Invariant Theory and Cohomology Algebras of Extraspecial p-Groups). Từ đó, ông tiếp tục làm việc tại khoa Toán, Đại học Khoa học Huế.
Năm 1997, ông nhận giải thưởng Khoa học của Viện toán học về những đóng góp vào p-nhóm và dãy phổ.
Năm 2002, ông được phong hàm phó giáo sư.
Ngày  26 tháng 5 năm 2004, ông bảo vệ luận án tiến sĩ khoa học (habilitation à diriger des recherches) tại Đại học Paris - Nord với nhan đề "La cohomologie mod-p des p-groupes".
Ông qua đời đột ngột tại nhà riêng ngày 23 tháng 10 năm 2004 tại Huế.
Ngày 28/12/2014, nhân kỷ niệm 10 năm ngày mất của ông, trường Đại học Khoa học Huế đã tổ chức buổi ra mắt và giới thiệu 2 cuốn sách về cố PGS.TSKH. Phạm Anh Minh:  “Phạm Anh Minh - Toán, ngói và hoa thủy tiên”, “Phạm Anh Minh - Toàn tập các công trình Tôpô Đại số”. Có một quỹ khuyến học mang tên ông trao tặng cho học sinh, sinh viên giỏi toán ở Huế hàng năm.

## Công trình
Trong suốt 20 năm làm toán thì ông có khoảng 36 công trình khoa học có chất lượng cao trên các tạp chí quốc tế (Theo MathsciNet, Hội Toán học Hoa kỳ), một con số khá ấn tượng với một nhà Toán học làm việc trong nước trong giai đoạn này. Ông cộng tác với các chuyên gia hàng đầu như Bruno Kahn, Peter Symonds, David Benson. Các công trình của ông được quan tâm và có nhiều trích dẫn từ cộng đồng toán học. Ông được mời đến nghiên cứu tại các trường đại học hàng đầu thế giới tại Anh, Pháp, Mỹ, Nhật, Đức.
Các công trình tiêu biểu
- Pham Anh Minh. Essential cohomology and extraspecial p-groups. Trans. Amer. Math. Soc. 353 (2001), no. 5, 1937–1957.
- Green, David John; Minh, Pham Anh. Almost all extraspecial p-groups are Swan groups. Bull. Austral. Math. Soc. 62 (2000), no. 1, 149–154.
- Minh, Pham Anh. Essential mod-p cohomology classes of p-groups: an upper bound for nilpotency degrees. Bull. London Math. Soc. 32 (2000), no. 3, 285–291.
- Green, David John; Minh, Pham Anh.Transfer and Chern classes for extraspecial p-groups. Group representations: cohomology, group actions and topology (Seattle, WA, 1996), 245–255, Proc. Sympos. Pure Math., 63, Amer. Math. Soc., Providence, RI, 1998.
- Pham Anh Minh. Serre's theorem on the cohomology algebra of a p-group. Bull. London Math. Soc. 30 (1998), no. 5, 518–520.
- Pham Anh Minh. d-maximal p-groups and Stiefel-Whitney classes of a regular representation. J. Algebra 179 (1996), no. 2, 483–500
- Pham Anh Minh. The mod p cohomology group of extra-special p-group of order p5 and of exponent p2. Math. Proc. Cambridge Philos. Soc. 120 (1996), no. 3, 423–440.
- Phạm Anh Minh. Modular invariant theory and cohomology algebras of extra-special p-groups. Pacific J. Math. 124 (1986), no. 2, 345–363.

## Đánh giá
Ông được biết đến là một chuyên gia hàng đầu về về đối đồng điều và biểu diễn các p-nhóm. GS David John Benson, Đại học Georgia, đánh giá: 
“Minh có hiểu biết về lĩnh vực này hơn bất kỳ ai đang đeo đuổi đề tài này. Ngoài ra Minh còn thực hiện công việc để trở thành một thành viên độc lập trong cộng đồng toán học. Minh cộng tác với những đồng tác giả hàng đầu như Bruno Kahn, Peter Symonnds...”
GS Huỳnh Mùi đánh giá:
“Anh đã có những đóng góp không nhỏ vào lịch sử toán học của nhân loại, anh là niềm tự hào của nền toán học Việt Nam”.
GS.TS. Nguyễn Hữu Việt Hưng (Bài nói tại Hội nghị Đại số - Hình học - Tôpô toàn quốc, Tp HCM 25-28/11/2005) đã viết:
"Phạm Anh Minh là một nhà nghiên cứu ở đẳng cấp quốc tế. Những công trình sâu sắc của anh được biết tới và được đánh giá cao trong cộng đồng Tôpô đại số trên thế giới. Anh ra đi giữa lúc tài năng đang độ chín. Khoảng trống mà anh để lại ở Huế cũng như trong nhóm Tôpô đại số của Việt Nam thật lớn, không biết khi nào mới được lấp đầy."